# Giovanni Bernardo De Rossi
Giovanni Bernardo De Rossi, né le 25 octobre 1742 à Castelnuovo Nigra dans le Piémont et mort le 23 mars 1831 à Parme, est un orientaliste et hébraïsant italien.

## Biographie
Giovanni Bernardo De Rossi naquit à Castelnuovo Nigra, en Piémont, le 25 octobre 1742. Dès ses premières études, il se montra passionné pour le travail, et sitôt qu’un bon livre lui tombait sous la main, il ne manquait pas d’en faire des extraits qu’il conservait avec soin. Il ne se délassait de ses travaux classiques que par d’autres études, en apprenant le dessin, et s’occupait à tracer des cadrans solaires. Destiné à l’état ecclésiastique, il se rendit à Turin pour y suivre les cours de théologie et d’hébreu. Les progrès étonnants qu’il fit dans cette langue déterminèrent sa vocation. Il n’y avait que six mois qu’il en avait commencé l’étude lorsqu’il fit imprimer, en vers hébraïques d’un mètre fort difficile, un assez long poème (Canticum, seu Poema hebraicum, Turin, 1764, in-4°), en l’honneur de M. de Rora, qui venait d’être nommé à l’évêché d’Ivrée. Reçu docteur, en 1766, et ordonné prêtre, il n’en continua pas moins son étude favorite. Il apprit tout seul l’hébreu sans points, le rabbinique, le chaldaïque, l’arabe et le syriaque ; il dédia, en 1768, à monseigneur de Rora, qui avait été transféré au siège archiépiscopal de Turin, ses Carmina orientalia (Turin, in-4°) et fit graver en bois, à ses frais, pour l’impression de cet ouvrage, les caractères orientaux qui manquaient à l’imprimerie royale. La suite de ses travaux philologiques ne lui permit pas de se borner aux langues orientales proprement dites ; il crut devoir y joindre l’étude de la plupart des langues vivantes, et il rédigea pour son usage des grammaires anglaise, allemande, russe, etc. Cette infatigable activité, dont il donnait des preuves en composant des vers ou autres pièces en langues orientales dans toutes les occasions importantes, fut récompensée, en 1769, par un emploi au musée qui dépend de la Bibliothèque royale de Turin, annexée à l’université. A la même époque, le duc de Parme, voulant donner un grand éclat à l’université qu’il venait de fonder dans sa capitale, ne négligeait rien pour y attirer des professeurs du premier mérite, et l’abbé de Rossi fut appelé pour y occuper la chaire de langues orientales, avec des conditions fort avantageuses. Ayant obtenu l’agrément de son souverain, le savant philologue accepta l’invitation, et pendant quarante années il ne cessa de se livrer à ce pénible enseignement. Grâce au célèbre imprimeur Bodoni, qui avait établi à Parme one fonderie de caractères qui égalait au moins ce que l’on connaissait de plus beau en ce genre dans le reste de l’Europe, Rossi put déployer d’une manière plus brillante son érudition dans la polygraphie orientale. Il publia, en 1769, un poème à l’occasion du mariage du duc Parme (In nuptiis Ferdinandi I et Mariæ Amaliæ, Poema anatolico-polyglotta, 1769, in-4°), et lors du baptême du prince Louis de Parme, en 1774, il donna vingt inscriptions en caractères exotiques, tous fondus et gravés par Bodoni. Ces essais furent si bien reçus que, l’année suivante, lors du mariage du prince de Piémont, qui  régna depuis sous le nom de Charles-Emmanuel IV, il fit paraître ses Epithalamia exoticis linguis reddita, in nuptiis aug. principis Car. Emm. et Mariæ Adel. Clotild. (Parme, grand in-fol.) regardés encore aujourd’hui comme un des chefs-d’œuvre de l’art typographique, et auxquels, pour la difficulté de la composition, on ne pouvait peut-être comparer alors que le Monumentum romanum, fait en l’honneur de Peiresc, avec la différence que ce dernier était le fruit du travail combiné d’un grand nombre de savants, au lieu que les Epithalamia sont entièrement l’ouvrage de l’abbé de Rossi, si l’on excepte les dédicaces latines, qui sont de Paciaudi. Ce chef-d’œuvre typographique valut à l’auteur une médaille d’or de la part du roi de Sardaigne. Benjamin Kennicott s’occupait alors de son grand recueil des variantes du texte hébreu de la Bible. Le professeur de Rossi, qui avait déjà formé pour ses propres études une collection de manuscrits de ce genre, plus nombreuse que celles des premières bibliothèques de l’Europe et qui ne cessait de l’enrichir de jour en jour, voulut montrer qu’il pouvait encore aller en ce genre plus loin que le savant anglais. Il fit, en 1778, le voyage de Rome, y demeura trois mois et recueillit dans les plus riches bibliothèques de cette ville une immense collection d’importantes variantes qui avaient échappé aux collaborateurs de Kennicott. Il poussa cette entreprise avec une ardeur infatigable et fit paraître, le 3 janvier 1782, le programme des Variæ lectiones Veteris Testamenti, le seul de ses ouvrages qu’il ait publié par souscription. L’ouvrage fut terminé en 1788, et dix ans plus tard il y joignit un supplément. Ses importants travaux avaient fait connaître à l’Europe la richesse de sa bibliothèque en manuscrits de la Bible et en éditions hébraïques du XVe siècle ; il avait jusqu’à cinq exemplaires de telle édition, dont les Anglais se vantaient de posséder le seul qui existât. L’Empereur, le roi d’Espagne, pape Pie VI, et surtout le duc de Wurtemberg, lui adressèrent les propositions les plus avantageuses pour acquérir une collection aussi précieuse ; mais ce fut en vain. Rossi voulait achever quelques travaux qu’il méditait et publier lui-même le catalogue raisonné des manuscrits, puis des imprimés de sa précieuse collection ; et, d’ailleurs, il aurait vu avec peine ce trésor littéraire sortir de l’Italie. Il refusa de même la chaire de langues orientales à Paris et la place de bibliothécaire qu’on lui fit offrir de Vienne, de Madrid et de Turin. Sur les instances de l’archiduchesse Marie-Louise, il consentit enfin, en 1816, à lui céder sa précieuse collection au prix de cent mille francs. En 1821, il obtint sa retraite et reçut en même temps les insignes de chevalier de l’ordre de Constantin. Il continua de résider à Parme et y mourut en 1831.

## Œuvres
- De præcipuis neglectæ heb. litterarum disciplinæ, Turin, 1769, in-4°.
- De la langue que parlaient le Christ et les Juifs de la Palestine, Parme, 1772, in-4°. C’est une réfutation de Domenico Diodati, qui, en 1767, avait prétendu prouver que le grec était la langue vulgaire de Jésus-Christ et des Apôtres.
- La Vaine attente par les Hébreux de leur roi-Messie, prouvée par l’accomplissement de toutes les époques, ibid., 1773, in-4°. Cet ouvrage fut attaqué ; l’auteur répondit avec modération, et c’est la seule dispute littéraire qu’il ait eu à soutenir pendant sa longue et brillante carrière.
- De Hebraicæ typographice origine, et primitiis, seu antiquis et rarissimis Hebraicorum librorum editionibus sec. XV, ibid., 1776, in-4°.
- De typographia hebraico-ferrariensi, ibid., 1780, in-8°.
- Annales hébréo-typographiques de Sabioneta, ibid., 1780, in-4° ; traduit en latin avec quelques additions, Erlangen, 1783, in-8°.
- Specimen variarum lectionum sacri textus et chaldaica Estheris addimenta.
- De ignotis nonnullis antiquissimis hebraici textus editionibus, Erlangen, 1782, in-4°. C’est un supplément à l’édition de la Bibliotheca sacra de Lelong, donnée par Marsch.
- Variæ lectiones Veteris Testamenti ex immensa MMSS. editorumque codicum congerie haustæ, et ad samaritanum textum, ad vetustissimas versiones, etc., examinatæ, cum prolegomenis, clavi codicum, etc., Parme, 1784-1788, 4 vol. in-4° avec supplément (Scholia critica, etc.) donné en 1798. Le nombre des manuscrits collationnés pour cet immense travail s’élève à douze cent soixante, dont sept cent dix faisaient partie de la bibliothèque de Rossi.
- Annales hebræo-typographici sec. XV, Parme, 1795, 2 vol. in-4°. La typographie hébraïque n’a été établie au XVe siècle que dans quatorze villes, dont dix en Italie ; il en est sorti quatre-vingt-huit éditions, dont trente-cinq sans date. L’auteur les décrit toutes avec détail, par ordre chronologique, depuis 1475, où l’on connaît une édition hébraïque de Reggio de Calabre. Soixante-dix-sept autres éditions citées par divers bibliographes sont fausses ou suspectes. De 1501 à 1540, l’auteur compte deux cent quatre-vingt-quatorze éditions avec date, quarante-neuf sans date, et cent quatre-vingt-cinq citées à tort ou sans preuves suffisantes.
- Bibliotheca judaica antichristiana qua editi et inediti Judæorum adversus christianam religionem libri recensentur, ibid., 1800, in-8°. C’est une bibliographie d’autant plus curieuse que les livres qui en sont l’objet sont très-rares, les juifs les cachant avec un soin extrême aux chrétiens.
- Dictionnaire historique des auteurs juifs et de leurs époques, ibid., 1802, 2 vol. in-8°, ouvrage important, parce qu’on y trouve l’indication de manuscrits et d’anciennes éditions inconnus à Bartolocci et à Wolf.
- Dictionnaire historique des auteurs arabes les plus célèbres et de leurs principaux ouvrages, ibid., 1807, in-8°. Bien que fort abrégés, ce dictionnaire et le précédent seraient très-commodes si les noms hébreux traduits et travestis par l’orthographe italienne n’étaient pas souvent rendus méconnaissables pour les étrangers. Dans le dernier, il n’y a d’ailleurs rien que ne soit tiré d’ouvrages imprimés. On trouve à la suite la liste complète des ouvrages que Rossi avait publiés jusqu’alors et qui s’élèvent au nombre de trente-trois.
- Mmss. Codices hebraici bibliothecæ J. B. de Rossi accurate descripti et illustrati. Accedit appendix mmss. codic. aliarum linguarum, ibid., 1803 et 1804, 3 vol. in-8°. Le nombre total des manuscrits de cette collection s’élève à 1,577 dont 1,379 sont hébreux.
- Synopsis institutionum hebraicarum, ibid., 1807, in-8°.
- Perbrevis anthologia hebraica, ibid. On n’y trouve que l’éloge de la sagesse, tiré des proverbes et des extraits de l’histoire de Joseph.
- Les Psaumes de David, traduits du original (en italien), ibid., in-12.
- Annales hébréo-typographiques de Crémone, ibid., in-8°. L’auteur y décrit quarante éditions de 1356 à 1385, dont deux sans date et dis fausses ou suspectes.
- L’Ecclésiaste de Salomon, traduit du texte original (en italien), ibid., 1809, in-12.
- Choix de sentiments affectueux tirés des Psaumes, ibid., 1809, in-12.
- Mémoires historiques sur sa vie et ses ouvrages, ibid., 1809, in-8°. À la suite de cette biographie, Rossi donne la liste de ses ouvrages inédits, au nombre de quatre-vingt-sept, dont plusieurs étaient complétement terminés depuis longtemps.
- De l’origine de l’imprimerie en planches gravées et d’une ancienne et inconnue édition xylographique, ibid., 1811, in-8° de 12 pages. L’édition xylographique ou en taille de bois décrite dans cet opuscule est celle d’un petit livre allemand sur les stations et indulgences des sept églises de Rome, que Rossi avait dans sa bibliothèque.
- Compendium de critique sacrée, des défauts et des corrections du texte sacré, et plan d’une nouvelle édition, Rome, 1811, in-8°.
- Ouvrages imprimés de littérature sacrée et orientale de la bibliothèque du docteur J. B. de Rossi, divisés par classes et avec notes, ibid., 1812, in-8°. Cette curieuse bibliographie est terminée par la liste de cinquante-trois manuscrits acquis depuis l’impression du catalogue publié en 1804.
- Le Livre de Job, traduit du texte original (en italien), ibid., 1812, in-12.
- les Lamentations de Jérémie (traduites en italien), ibid., 1813, in-12.
- Proverbes de Salomon (traduits en italien), ibid., 1815, in-12.
- Introduction à l’étude de la langue hébraïque, ibid., 1815, in-8°.
- Introduction à l’étude de l’Ecriture sainte, ibid., 1817, in-8°.
- Tableaux de l’herméneutique sacrée, ibid., 1819, in-8°. Rossi avait de plus fait insérer plusieurs articles importants dans différents journaux ou recueils italiens.